# Станіславув (гміна Унеюв)
Станіславув (пол. Stanisławów) — село в Польщі, у гміні Унеюв Поддембицького повіту Лодзинського воєводства.
У 1975-1998 роках село належало до Конінського воєводства.